# Ibaqouyen
De Ibaqouyen (Berbers: ⵉⴱⴻⵇⵓⵢⵏ) is een middelgrote stam in het Rifgebergte in het noorden van Marokko. De Ibaqouyen spreken het dialect West-Tarifit, dat onder het Tarifit valt.

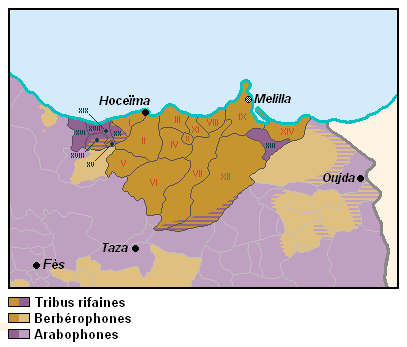
De Ibaqouyen worden aangegeven met I

## Ibaqouyen in Nederland en Frankrijk
In Nederland wonen ongeveer 8.000 personen met een Ibaqouyen-achtergrond (in Nederland wonen overigens vele andere soorten Riffijnen). Het merendeel woont in Amsterdam, Den Haag, Utrecht, Rotterdam en Veenendaal. In Frankrijk wonen 20.000 personen met een Ibeqouyen-achtergrond. Het merendeel woont in Lille, Straatsburg, Avignon, Parijs en La Rochelle.

## Geschiedenis
De leider van het verzet van de Riffijnen tegen de Spanjaarden, Mohammed Abdelkrim El Khattabi was van de Ait Wayagher. In 1958, tijdens de opstand van de Riffijnen tegen de Marokkaanse overheid, wederom met de Ait Wayagher als kern van het verzet, hadden de Riffijnen het zwaar te verduren. Met name de regio's Tanger-Tétouan-Al Hoceïma , Bni Bouayach en Al Hoceima werden zwaar bestraft door de Marokkaanse overheid, wat resulteerde in duizenden doden. Dit gebeuren wordt het "Jaar van de legerhelmen" genoemd. In het Jaar van de legerhelmen werd de stam Ait Touzine wonder boven wonder niet bestraft door de Marokkaanse overheid, deze stam heeft de Ibaqouyen toentertijd een dienst bewezen door haar mensen onderdak te bieden in hun gebied.

## Geografie
De stam van de Ibaqouyen bestrijkt een middelmatig gebied in het centrum van de Rif. In het gebied van de Ibaqouyen bevindt zich het natuurgebied Nationaal Park Al Hoceima.
Het gebied van de Ibaqouyen grenst aan de volgende stammen:
- westen: Ait Itteft
- zuiden: Ait Waryaghar

Dit zijn de steden die behoren tot de stam der Ibaqouyen:
- Al Hoceima (107.000 inwoners), het noorden van deze stad ligt in het stamgebied van de Ibeqouyen. Het zuiden van de stad ligt in het stamgebied van de Ait Waryagher. Overigens zijn de inwoners van Al Hoceima in overgrote meerderheid Ibaqouyen.
- Imzouren (28.000 inwoners)
- Rouadi (17.000 inwoners)
- Dhar Bouskour (3000 inwoners)
- Adouz